# The Last Stand (album Sabatonu)
The Last Stand – ósmy album studyjny szwedzkiego zespołu Sabaton. Wydawnictwo ukazało się 19 sierpnia 2016 roku nakładem wytwórni muzycznej Nuclear Blast. Album ukazał się w wersjach CD, CD+DVD, Box set (Earbook+DVD), 2LP, edycja specjalna oraz cyfrowa.
Nagrania zostały zarejestrowane pomiędzy kwietniem a majem 2016 roku w szwedzkim studio The Abyss, we współpracy z producentem muzycznym Peterem Tägtgrenem. Był to ostatni album zespołu nagrany z gitarzystą Thobbe Englundem. Gościnnie w nagraniach wzięli udział m.in. Floor Jansen, członkini fińskiego zespołu Nightwish oraz Jon Schaffer lider amerykańskiej formacji Iced Earth. W ramach promocji do pochodzących z płyty utworów „The Lost Battalion”, „Blood of Bannockburn” i „Shiroyama” zostały zrealizowane tzw. lyric video.

## Lista utworów
Opracowano na podstawie materiału źródłowego.
| CD (edycja regularna) | CD (edycja regularna)                    | CD (edycja regularna)        | CD (edycja regularna) |
| Nr                    | Tytuł utworu                             | Inspiracja                   | Długość               |
| --------------------- | ---------------------------------------- | ---------------------------- | --------------------- |
| 1.                    | „Sparta”                                 | Bitwa pod Termopilami        | 4:25                  |
| 2.                    | „Last Dying Breath”                      | Dragutin Gavrilović          | 3:26                  |
| 3.                    | „Blood of Bannockburn”                   | Bitwa pod Bannockburn        | 2:57                  |
| 4.                    | „Diary of an Unknown Soldier”            | Ofensywa Meuse-Argonne       | 0:51                  |
| 5.                    | „The Lost Battalion”                     | Zagubiony Batalion           | 3:39                  |
| 6.                    | „Rorke’s Drift”                          | Bitwa pod Rorke’s Drift      | 3:28                  |
| 7.                    | „The Last Stand”                         | Bitwa Gwardii Szwajcarskiej  | 3:58                  |
| 8.                    | „Hill 3234”                              | Bój o wzgórze 3234           | 3:31                  |
| 9.                    | „Shiroyama”                              | Bitwa pod Shiroyamą          | 3:36                  |
| 10.                   | „Winged Hussars”                         | Husaria i bitwa pod Wiedniem | 3:53                  |
| 11.                   | „The Last Battle”                        | Bitwa o zamek Itter          | 3:12                  |
| 12.                   | „Camouflage” (bonus; digibook i earbook) | Cover utworu Stana Ridgwaya  | 3:56                  |
| 13.                   | „All Guns Blazing”                       | Cover utworu Judas Priest    | 3:58                  |
| 14.                   | „Afraid To Shoot Strangers”              | Cover utworu Iron Maiden     | 3:58                  |
|                       |                                          |                              | 48:48                 |

| DVD – Live @ Stereolux, Nantes (Francja) (edycja digibook i earbook) | DVD – Live @ Stereolux, Nantes (Francja) (edycja digibook i earbook) | DVD – Live @ Stereolux, Nantes (Francja) (edycja digibook i earbook) |
| Nr                                                                   | Tytuł utworu                                                         | Długość                                                              |
| -------------------------------------------------------------------- | -------------------------------------------------------------------- | -------------------------------------------------------------------- |
| 1.                                                                   | „The March To War”                                                   | 2:00                                                                 |
| 2.                                                                   | „Ghost Division”                                                     | 4:06                                                                 |
| 3.                                                                   | „Far From The Fame”                                                  | 3:46                                                                 |
| 4.                                                                   | „Uprising”                                                           | 6:00                                                                 |
| 5.                                                                   | „Midway”                                                             | 4:09                                                                 |
| 6.                                                                   | „Gott Mit Uns”                                                       | 3:27                                                                 |
| 7.                                                                   | „Resist And Bite”                                                    | 4:34                                                                 |
| 8.                                                                   | „Wolfpack”                                                           | 5:06                                                                 |
| 9.                                                                   | „Dominium Maris Baltici”                                             | 5:33                                                                 |
| 10.                                                                  | „Carolus Rex”                                                        | 6:48                                                                 |
| 11.                                                                  | „Swedish Pagans”                                                     | 4:51                                                                 |
| 12.                                                                  | „Soldier Of 3 Armies”                                                | 4:12                                                                 |
| 13.                                                                  | „Attero Dominatus”                                                   | 3:58                                                                 |
| 14.                                                                  | „The Art Of War”                                                     | 5:12                                                                 |
| 15.                                                                  | „Wind Of Change”                                                     | 1:23                                                                 |
| 16.                                                                  | „To Hell And Back”                                                   | 4:25                                                                 |
| 17.                                                                  | „Night Witches”                                                      | 4:25                                                                 |
| 18.                                                                  | „Primo Victoria”                                                     | 6:00                                                                 |
| 19.                                                                  | „Metal Crüe”                                                         | 7:47                                                                 |
|                                                                      |                                                                      | 1:27:42                                                              |

| Bonus Live CD (edycja earbook) | Bonus Live CD (edycja earbook) | Bonus Live CD (edycja earbook) |
| Nr                             | Tytuł utworu                   | Długość                        |
| ------------------------------ | ------------------------------ | ------------------------------ |
| 1.                             | „The March To War”             | 2:00                           |
| 2.                             | „Ghost Division”               | 4:06                           |
| 3.                             | „Far From The Fame”            | 3:46                           |
| 4.                             | „Uprising”                     | 6:00                           |
| 5.                             | „Midway”                       | 4:09                           |
| 6.                             | „Gott Mit Uns”                 | 3:27                           |
| 7.                             | „Resist And Bite”              | 4:34                           |
| 8.                             | „Wolfpack”                     | 5:06                           |
| 9.                             | „Dominium Maris Baltici”       | 5:33                           |
| 10.                            | „Carolus Rex”                  | 6:48                           |
| 11.                            | „Swedish Pagans”               | 4:51                           |
| 12.                            | „Soldier Of 3 Armies”          | 4:12                           |
| 13.                            | „Attero Dominatus”             | 3:58                           |
| 14.                            | „The Art Of War”               | 5:12                           |
| 15.                            | „Wind Of Change”               | 1:23                           |
| 16.                            | „To Hell And Back”             | 4:25                           |
| 17.                            | „Night Witches”                | 4:25                           |
| 18.                            | „Primo Victoria”               | 6:00                           |
| 19.                            | „Metal Crüe”                   | 7:47                           |
|                                |                                | 1:27:42                        |

## Twórcy
Opracowano na podstawie materiału źródłowego.
| Zespół Sabaton w składzie - Pär Sundström – gitara basowa - Joakim Brodén – wokal prowadzący - Thobbe Englund – gitara - Chris Rörland – gitara - Hannes Van Dahl – perkusja Produkcja - Peter Tägtgren – produkcja muzyczna, inżynieria dźwięku, miksowanie - Jonas Kjellgren – mastering | Dodatkowi muzycy - Christer Gärds – wokal wspierający - Anders Sandström – wokal wspierający - Bosse Gärds – wokal wspierający - Pontus Lekaregård – wokal wspierający - Pelle Hindén – wokal wspierający - Tomas Nyström – wokal wspierający - Marie Mullback – wokal wspierający - Åsa Österlund – wokal wspierający - Sofia Lundberg – wokal wspierający - Marie-Louise Strömqvist – wokal wspierający - Floor Jansen – wokal wspierający - Tomas Sunme – organy Hammonda - Jonas Kjellgren – dudy - Jon Schaffer – narrator |

## Listy sprzedaży
| Lista                   | Kraj              | Pozycja | Certyfikat  |
| ----------------------- | ----------------- | ------- | ----------- |
| UK Albums Chart         | Wielka Brytania   | 17      |             |
| Billboard 200           | Stany Zjednoczone | 63      |             |
| MegaCharts              | Holandia          | 11      |             |
| Media Control Charts    | Niemcy            | 2       |             |
| Schweizer Hitparade     | Szwajcaria        | 1       |             |
| Sverigetopplistan       | Szwecja           | 1       | złota płyta |
| Ö3 Austria Top 40       | Austria           | 2       |             |
| Suomen virallinen lista | Finlandia         | 1       |             |
| VG-Lista                | Norwegia          | 11      |             |
|                         | Polska            |         | złota płyta |
|                         | Czechy            |         | złota płyta |